# Суние Нету, Жайми
Жайми Суние Нету (порт. Jaime Sunye Neto; 2 мая 1957, Куритиба) — бразильский шахматист, гроссмейстер (1986).

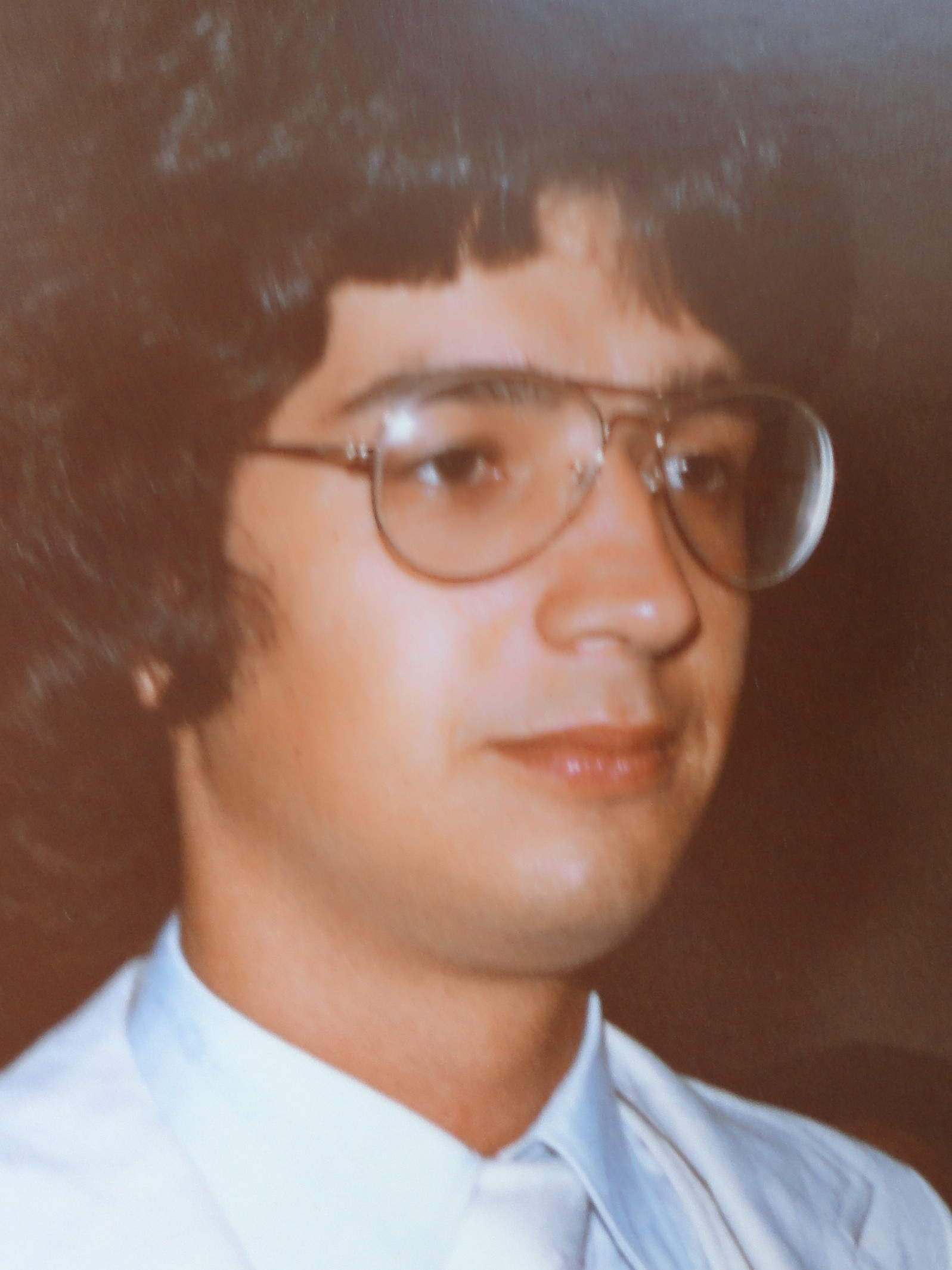
Жайми Суние Нету, 1979

## Шахматная карьера
Многократный чемпион Бразилии — 1976—1977, 1979—1982; в 1983 чемпионское звание разделил с М. Паолоцци.
Победитель Панамериканского юниорского турнира (1975). Участник межзональных турниров в Рио-де-Жанейро (1979) — 5—6-е и в Лас-Пальмасе (1982) — 11—13-е места, а также 10-и Олимпиад (1980—1986, 1990—1994, 1998 и 2006—2008) в составе команды Бразилии.
Лучшие результаты в других международных соревнованиях: Луанда (1981) — 1-е; Морон (1982) — 2-е; Сан-Паулу (1983) — 1-е; Куритиба (1983) — 1—3-е; Цюрих (1983/1984) — 1—4-е; Алее (1984) — 1—2-е; Барселона (1984) — 4—5-е; Амстердам (побочный турнир; 1984) — 1-е; Рио-де-Жанейро (1985) — 3-е; Клермон-Ферран (1986) — 1—4-е; Сан-Себастьян (1986) — 1—2-е; Зеница (1986) — 1-е; Португалете (1986) — 3—5-е; Брюссель (1986)— 3—6-е (20 участников); Сантьяго (зональный турнир ФИДЕ; 1987) — 7—8-е; Саламанка (1987) — 2—3-е; Лас-Пальмас (1987) — 3-е места.

## Изменения рейтинга
| Графики недоступны из-за технических проблем. См. информацию на Фабрикаторе и на mediawiki.org. |